# Nzuzi Toko
Nzuzi Toko (Kinshasa, 20 novembre 1990) è un calciatore congolese (Repubblica Democratica del Congo) con cittadinanza svizzera, centrocampista dello YF Juventus.

## Biografia
Nato a Kinshasa, nell'allora Zaire, è arrivato in Svizzera con la sua famiglia all'età di quattro anni.

## Carriera

### Caratteristiche
Centrocampista di grande dinamismo, associa una velocità molto elevata ad una grande fisicità.

### Club
È cresciuto nel Grasshoppers, club con il quale nel 2008 ha esordito nella Super League svizzera. Ha giocato nella squadra zurighese fino al termine della stagione 2013-2014, quando è scaduto il suo contratto.
Il 20 maggio 2014 è stato annunciato che il giocatore, a partire dal successivo 1º luglio, si sarebbe trasferito in Inghilterra al Brighton & Hove Albion per le successive tre stagioni. La squadra quell'anno militava in Championship, ma Toko in campionato non ha mai giocato, venendo impiegato solo in una partita di Coppa di Lega oppure nella formazione Under-21 del club. La sfortunata parentesi inglese finisce con netto anticipo il 20 gennaio 2015, data in cui rescinde consensualmente.
Il giorno dopo in cui è stata resa nota la rescissione dal Brighton, è stato ufficializzato il suo ingaggio in Turchia all'Eskişehirspor. Qui ha giocato la restante parte della stagione 2014-2015 e gran parte di quella 2015-2016 fino al marzo 2016, quando ha lasciato unilateralmente il club che stava attraversando una crisi finanziaria.
Nel luglio 2016 è tornato a giocare per una squadra svizzera con il passaggio al San Gallo, rimanendovi per un biennio. Alla scadenza contrattuale, il giocatore svizzero-congolese non ha rinnovato ed è volato in Arabia Saudita per firmare con l'Al-Fateh.
Terminata l'esperienza saudita, nel marzo 2019 ha svolto un provino con gli svedesi dell'IFK Göteborg i quali, nell'arco della stessa settimana, lo hanno ingaggiato fino al 30 giugno 2020. A seguito di questa data, non è stato riconfermato e ha quindi lasciato il club.
La sua carriera è ripartita nel settembre del 2020 dal Würzburger Kickers, squadra militante nella seconda serie tedesca.

### Nazionale
Ha esordito con la maglia della nazionale Under-21 rossocrociata il 25 marzo 2011 in un'amichevole contro i pari età dell'Arabia Saudita, segnando anche un gol.
Successivamente è stato convocato dalla nazionale maggiore della Repubblica Democratica del Congo, selezione con cui già in precedenza – tra il 2010 e il 2011 – aveva giocato qualche gara amichevole.

## Palmarès

### Club

#### Competizioni nazionali
- Coppa Svizzera: 1

Grasshoppers: 2012-2013
- Coppa di Svezia: 1

IFK Göteborg: 2019-2020